# Аві Рікан
Авраам «Аві» Рікан (івр. אברהם "אבי" ריקן, нар. 10 вересня 1988, Герцлія) — ізраїльський футболіст, півзахисник клубу «Маккабі» (Тель-Авів) і національної збірної Ізраїлю. Володар Кубка Швейцарії у складі «Цюриха».

## Клубна кар'єра
У дорослому футболі дебютував 2009 року виступами за команду єрусалимського «Бейтара», в якій провів шість сезонів, взявши участь у 121 матчі чемпіонату. Виступи за «Бейтар» переривалися в сезонах 2007/08 та 2008/09, в яких Рікан на умовах оренди виступав відповідно за «Маккабі» (Герцлія) і «Хапоель» (Петах-Тіква). В останньому клубі Рікан став гравцем основного складу команди і, повернувшись 2009 року до Єрусалима, також вже був основним гравцем правого флангу захисту «Бейтара».
Привернувши увагу представників тренерського штабу клубу «Цюрих», 2013 року перейшов до складу цієї швейцарської команди. Відіграв за команду з Цюриха наступні два сезони своєї ігрової кар'єри, виборовши 2014 року титул володаря Кубка Швейцарії.
Влітку 2015 року повернувся на батьківщину, уклавши контракт з клубом «Маккабі» (Тель-Авів).

## Виступи за збірну
2014 року дебютував в офіційних матчах у складі національної збірної Ізраїлю. Наразі провів у формі головної команди країни 4 матчі.

## Титули і досягнення
- Володар Кубка Швейцарії (1):

«Цюрих»:  2013-14
- Володар Кубка Тото (4):

«Бейтар»: 2009-10
«Маккабі» (Тель-Авів): 2017-18, 2018-19, 2020
- Чемпіон Ізраїлю (2):

«Маккабі» (Тель-Авів): 2018-19, 2019-20
- Володар Суперкубка Ізраїлю (2):

«Маккабі» (Тель-Авів): 2019, 2020
- Володар Кубка Ізраїлю (1):

«Маккабі» (Тель-Авів): 2020-21